# Taglio con l'ascia

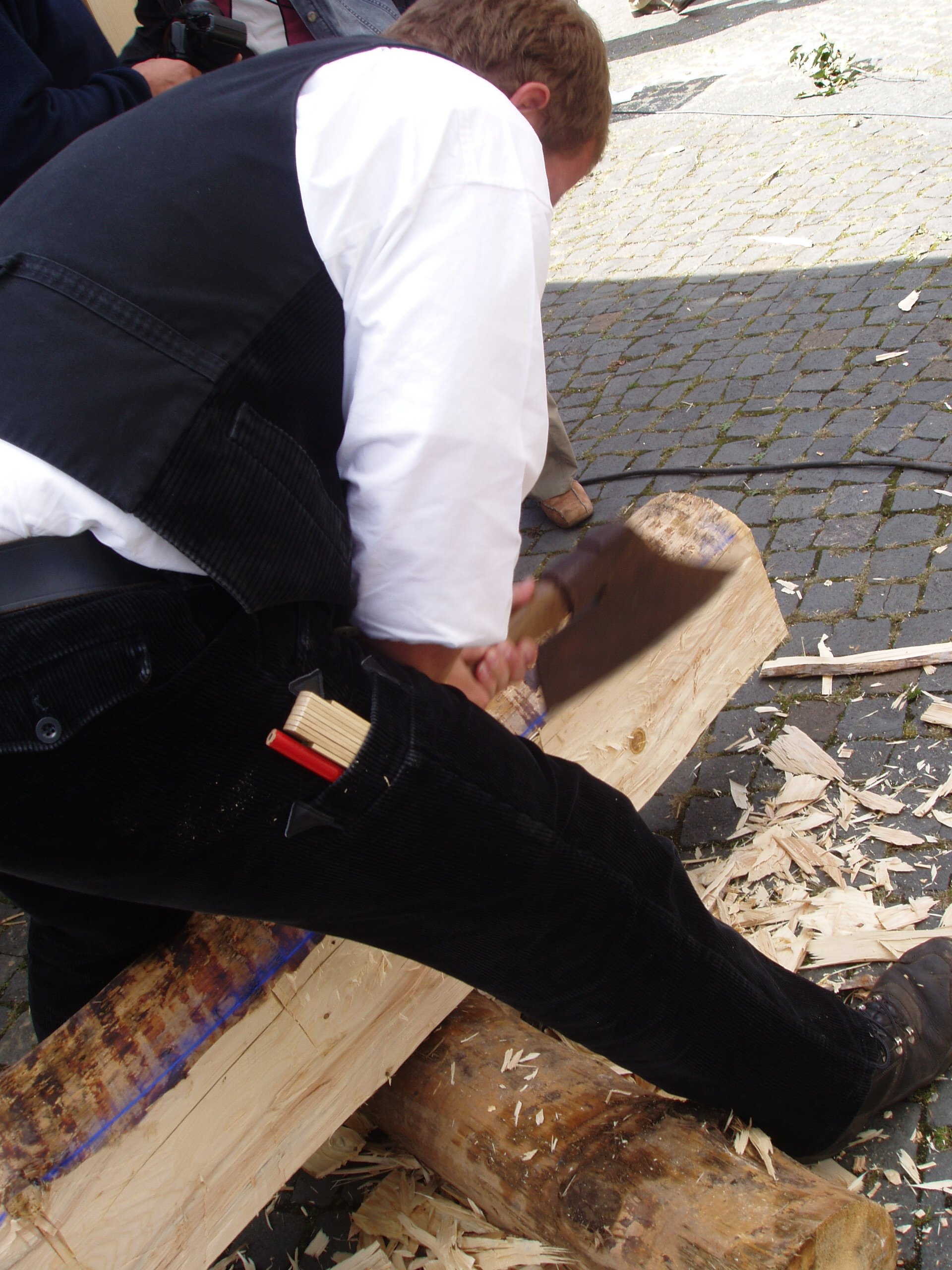
Un carpentiere tedesco che pratica il taglio con l'ascia

Il taglio con l'ascia è il processo, nella lavorazione del legno, di conversione di un tronco dalla sua forma naturale arrotondata in legname con superfici più o meno piane, utilizzando principalmente un'ascia. È un metodo antico e, prima dell'avvento delle segherie di tipo industriale, era un modo standard di squadrare travi di legno per i telai in legno. Oggi è ancora usato occasionalmente a tale scopo da chiunque abbia dei tronchi, abbia bisogno di travi e non possa o preferirebbe non pagare per il legname finito. I proprietari di una casa con budget frugali, ad esempio, possono costruire il proprio legname piuttosto che comprarlo.

## Metodi
Come metodo antico di conversione del legname, si sono sviluppati nella storia diversi metodi in ogni fase del taglio con l'ascia.

### Preparazione del ceppo
Dopo che un albero è stato selezionato e abbattuto, il taglio con l'ascia può avvenire dove il tronco è atterrato o slittato (skidded) o spinto (twitched; slittato con un cavallo o dei buoi) fuori dal bosco verso un luogo di lavoro. Il tronco viene posizionato su altri due tronchi più piccoli vicino al terreno o su cavalletti all'altezza della vita; viene stabilizzato o intagliando i ceppi di supporto, o usando un timber dog (chiamato anche log dog, una lunga barra di ferro con un dente su entrambe le estremità che si inceppa con i ceppi e impedisce il movimento). Lo spaccalegna misura e individua il legname all'interno del tronco su entrambe le estremità e segna le linee lungo la lunghezza di un tronco, di solito con una linea di gesso.

### Usi moderni
Sebbene siano ancora utilizzate in edifici moderni di nicchia, le travi tagliate a mano recuperate sono ora comunemente riciclate come dettagli architettonici popolari nelle nuove costruzioni e ristrutturazioni di case. Esse sono anche popolari come arredamento negli spazi commerciali e nei ristoranti.